# Recopa Sul-Americana de 2015
A Recopa Sul-Americana de 2015, oficialmente Recopa Santander Sudamericana 2015 por motivos de patrocínio, foi a 22.ª edição do torneio continental realizado anualmente pela Confederação Sul-Americana de Futebol (CONMEBOL). Diferentemente dos últimos anos, a competição foi disputada no mês de fevereiro.
A edição de 2015 contou com a participação do San Lorenzo, campeão da Copa Libertadores de 2014 e do River Plate, campeão da Copa Sul-Americana de 2014.
Ambos os jogos foram vencidos por 1–0 pelo River Plate, que conquistou seu primeiro título de Recopa após dois vice-campeonatos em 1997 e 1998.

## Participantes
| Clube       | Cidade       | Classificação                                   | Participação |
| ----------- | ------------ | ----------------------------------------------- | ------------ |
| San Lorenzo | Buenos Aires | Campeão da Copa Libertadores da América de 2014 | 2ª           |
| River Plate | Buenos Aires | Campeão da Copa Sul-Americana de 2014           | 3ª           |

## Partidas

### Primeiro jogo
| 6 de fevereiro | River Plate | 1 – 0     | San Lorenzo | Estádio Monumental de Núñez, Buenos Aires |
| 21:00 (UTC−3)  | Sánchez 77' | Relatório |             | Árbitro: ARG Germán Delfino               |

| River Plate | San Lorenzo |

| GR               | 1  | Marcelo Barovero     |     |     |
| LD               | 25 | Gabriel Mercado      |     |     |
| ZA               | 2  | Jonathan Maidana     |     |     |
| ZA               | 6  | Ramiro Funes Mori    |     |     |
| LE               | 21 | Leonel Vangioni      | 87' |     |
| VL               | 8  | Carlos Sánchez       |     |     |
| VL               | 5  | Matías Kranevitter   | 29' |     |
| VL               | 16 | Ariel Rojas          |     | 71' |
| MC               | 15 | Leonardo Pisculichi  |     |     |
| AT               | 7  | Rodrigo Mora         |     | 61' |
| AT               | 19 | Teófilo Gutiérrez    |     | 71' |
| Reservas:        |    |                      |     |     |
| GR               | 12 | Julio Chiarini       |     |     |
| ZA               | 3  | Éder Álvarez Balanta |     |     |
| ZA               | 20 | Germán Pezzella      |     |     |
| MC               | 10 | Gonzalo Martínez     |     | 61' |
| MC               | 18 | Camilo Mayada        |     | 71' |
| MC               | 23 | Leonardo Ponzio      |     |     |
| AT               | 9  | Fernando Cavenaghi   |     | 71' |
| Treinador:       |    |                      |     |     |
| Marcelo Gallardo |    |                      |     |     |

| GR            | 12 | Sebastián Torrico  |     |     |
| LD            | 7  | Julio Buffarini    | 58' |     |
| ZA            | 2  | Mauro Cetto        |     |     |
| ZA            | 6  | Matías Caruzzo     | 87' |     |
| LE            | 21 | Emmanuel Más       |     |     |
| VL            | 5  | Juan Mercier       |     |     |
| VL            | 8  | Enzo Kalinski      |     |     |
| MC            | 22 | Franco Mussis      |     |     |
| MC            | 23 | Sebastián Blanco   |     | 75' |
| MC            | 11 | Pablo Barrientos   |     | 61' |
| AT            | 9  | Martín Cauteruccio |     | 65' |
| Reservas:     |    |                    |     |     |
| GR            | 1  | Leo Franco         |     |     |
| ZA            | 3  | Mario Yepes        |     |     |
| MC            | 10 | Leandro Romagnoli  | 87' | 61' |
| MC            | 25 | Facundo Quignon    |     |     |
| AT            | 15 | Héctor Villalba    |     |     |
| AT            | 16 | Gonzalo Verón      |     | 75' |
| AT            | 18 | Mauro Matos        |     | 65' |
| Treinador:    |    |                    |     |     |
| Edgardo Bauza |    |                    |     |     |

| Bandeirinhas: Diego Bonfá Cristian Navarro Quarto árbitro: Silvio Trucco |

### Segundo jogo
| 11 de fevereiro | San Lorenzo | 0 – 1     | River Plate | Estádio Nuevo Gasómetro, Buenos Aires |
| 21:00 (UTC−3)   |             | Relatório | Sánchez 67' | Árbitro: ARG Néstor Pitana            |

| San Lorenzo | River Plate |

| GR            | 12 | Sebastián Torrico  |          |     |
| LD            | 7  | Julio Buffarini    | 37', 90' |     |
| ZA            | 2  | Mauro Cetto        |          |     |
| ZA            | 6  | Matías Caruzzo     |          |     |
| LE            | 21 | Emmanuel Más       |          |     |
| VL            | 22 | Franco Mussis      |          | 15' |
| VL            | 5  | Juan Mercier       |          |     |
| MC            | 15 | Héctor Villalba    | 82'      |     |
| MC            | 23 | Sebastián Blanco   | 62'      |     |
| MC            | 11 | Pablo Barrientos   |          | 56' |
| AT            | 9  | Martín Cauteruccio |          |     |
| Reservas:     |    |                    |          |     |
| GR            | 1  | Leo Franco         |          |     |
| ZA            | 3  | Mario Yepes        |          |     |
| ZA            | 19 | Fabricio Fontanini |          |     |
| MC            | 25 | Facundo Quignon    | 15'      | 66' |
| MC            | 24 | Juan Cavallaro     |          |     |
| AT            | 16 | Gonzalo Verón      |          | 66' |
| AT            | 18 | Mauro Matos        |          | 56' |
| Treinador:    |    |                    |          |     |
| Edgardo Bauza |    |                    |          |     |

| GR               | 1  | Marcelo Barovero     |     |     |
| LD               | 25 | Gabriel Mercado      | 56' |     |
| ZA               | 2  | Jonathan Maidana     | 81' |     |
| ZA               | 6  | Ramiro Funes Mori    | 81' |     |
| LE               | 21 | Leonel Vangioni      | 75' |     |
| VL               | 8  | Carlos Sánchez       | 37' |     |
| VL               | 5  | Matías Kranevitter   |     |     |
| VL               | 16 | Ariel Rojas          |     |     |
| MC               | 15 | Leonardo Pisculichi  |     | 61' |
| AT               | 7  | Rodrigo Mora         |     | 84' |
| AT               | 19 | Teófilo Gutiérrez    |     | 74' |
| Reservas:        |    |                      |     |     |
| GR               | 12 | Julio Chiarini       |     |     |
| ZA               | 20 | Germán Pezzella      |     | 84' |
| ZA               | 3  | Éder Álvarez Balanta |     |     |
| MC               | 23 | Leonardo Ponzio      |     |     |
| MC               | 18 | Camilo Mayada        |     | 74' |
| MC               | 10 | Gonzalo Martínez     |     | 61' |
| AT               | 9  | Fernando Cavenaghi   |     |     |
| Treinador:       |    |                      |     |     |
| Marcelo Gallardo |    |                      |     |     |

| Bandeirinhas: Hernán Maidana Juan Belatti Quarto árbitro: Fernando Rapallini |

## Premiação
| Recopa Sul-Americana de 2015    |
| Argentina                       |
| ------------------------------- |
| RIVER PLATE Campeão (1° título) |

## Artilharia
2 gols (1)
- Carlos Andrés Sánchez (River Plate)